# Sebber Sogn
Sebber Sogn er et sogn i Aalborg Vestre Provsti (Aalborg Stift).
I 1800-tallet var Store Ajstrup Sogn anneks til Sebber Sogn. Begge sogne hørte til Slet Herred i Aalborg Amt. Trods annekteringen var de to selvstændige sognekommuner. Ved kommunalreformen i 1970 blev både Sebber og Store Ajstrup indlemmet i Nibe Kommune, der ved strukturreformen i 2007 indgik i Aalborg Kommune.
I Sebber Sogn ligger Sebber Kirke.
I sognet findes følgende autoriserede stednavne:
- Barmer (bebyggelse, ejerlav)
- Danshøj (areal)
- Klosterholm (areal)
- Munkgårde (bebyggelse)
- Sankt Nikolaj Bjerg (areal)
- Sebbersund (bebyggelse, ejerlav)
- Startøtterne (areal)
- Valsted (bebyggelse, ejerlav)